# Puccinia burchardiae
Puccinia burchardiae är en svampart som beskrevs av F. Ludw. 1893. Puccinia burchardiae ingår i släktet Puccinia och familjen Pucciniaceae.   Inga underarter finns listade i Catalogue of Life.